# Temecla heraclides
Temecla heraclides is een vlinder uit de familie van de Lycaenidae. De wetenschappelijke naam van de soort werd als Thecla heraclides in 1887 gepubliceerd door Godman & Salvin.